# Aigües Sèxties
Aigües Sèxties (en llatí: Aquae Sextiae; en grec antic: Ὕδατα Σέξτια) va ser una ciutat de la Gàl·lia que es correspon amb l'actual ciutat d'Ais de Provença (departament de les Boques del Roine, al nord de Marsella). Es trobava a 18 milles romanes al nord de Massília.
A finals del segle ii aC, el territori entre Massàlia, aliada de Roma, i el riu Durança, era en mans de la confederació dels sal·luvis, i la República, que considerava imprescindible la connexió per terra entre Itàlia i Hispània per facilitar el pas de combois i exèrcits romans, va creure que l'oppidum d'Entremont, capital dels sal·luvis, s'havia de sotmetre. Els sal·luvis van ser derrotats el 125 aC pel cònsol Marc Fulvi Flac, i amb la captura d'Entremont pel procònsol Gai Sexti Calví el 123 aC foren definitivament derrotats i es va establir la colònia d'Aigües Sèxties, anomenada a partir d'aquest procònsol i per les aigües calentes que hi havia (algunes de les quals, en època d'Estrabó, s'havien refredat). L'altiplà d'Entremont va romandre, doncs, abandonat, i els habitants de l'oppidum van poblar la nova vila romana creada als peus de l'altiplà. Sembla que Sexti Calví va vendre els sal·luvis supervivents com a esclaus. El seu cap, Teutomali, va poder fugir del territori i es va refugiar entre els al·lòbroges.
L'any 102 aC es va lliurar a la rodalia la batalla d'Aigües Sèxties, en la que el cònsol Gai Màrius va derrotar els cimbres i els teutons, comandats per Teutobod, rei dels teutons. La matança va ser immensa i els guerrers teutons foren exterminats, atès que els qui van sobreviure es van suïcidar. Plutarc afirma que la gent de Massília va fer tanques per a les seves vinyes amb els ossos dels bàrbars morts, i que el sòl, que estava molt mullat per la sang de milers de soldats morts, va produir una collita inusual l'any següent.
El lloc de la batalla podria ser el Campus Marianicis (avui Meiragues). Aigües Sèxties apareix als itineraris antics, i segons una inscripció va ser una colònia romana que portava el nom de Iulia. Claudi Ptolemeu també l'anomena colònia, però Plini el Vell la qualifica simplement d'oppidum, informació probablement incompleta. Cap al 90 aC, Entremont va romandre completament deshabitada, i Aigües Sèxties començà a desenvolupar-se amb pedres d'Entremont reutilitzades en la construcció de la nova ciutat.